# あ・ら・伊達な道の駅
あ・ら・伊達な道の駅（あ・ら・だてなみちのえき）は、宮城県大崎市岩出山池月にある国道47号の道の駅である。

## 概要
施設の正式名称は「大崎市あ・ら・伊達な道の駅地域振興施設」であり、土地・建物を大崎市が所有し、第三セクターの株式会社池月道の駅が指定管理者として2006年（平成18年）3月30日から管理運営を委託されている。2006年（平成18年）3月31日の1市6町の新設合併で大崎市が誕生する前は岩出山町の施設であり、かつて同町の岩出山城を居城とした伊達政宗やその後の岩出山伊達氏の歴史から「伊達」の名が駅名に付けられており、施設の正面入口上部には仙台城にある伊達政宗騎馬像の絵が掲げられている。
当駅は、全国でも有数の成功例としてマスメディアで紹介されることがある。

## 歴史
- 2000年（平成12年）8月18日 - 道の駅に登録された。
- 2015年（平成27年）1月30日 - 「地域在住外国人等によりインバウンド観光対応 史実・文化を活かした観光拠点」を理由に重点道の駅に選定された[2]。

## 施設
- 駐車場
  - 普通車：89台
  - 大型車：11台
  - 身障者用：2台
- トイレ（いずれも24時間利用可能）
  - 男：大 5器、小 15器
  - 女：12器
  - 身障者用：2器
- 公衆電話：1台
- 公衆FAX：1台
- 農林産物直売所（9:00 - 18:00）
- レストラン（11:00 - 18:50）
- ファーストフード（8:00 - 18:00）
- 特産品販売所（9:00 - 18:00）
- コンビニエンスストア（Yショップ、7:00 - 21:30）
- 野外販売施設
- 米工房
- そば工房
- パン工房
- 手芸店
- クリーニング店
- 野外展望台

## 休館日
- 無休

## アクセス
- 国道47号 - 登録路線
  - 国道108号・国道457号（国道47号重複）
- 宮城県道168号池月停車場線

宮城県大崎地方と山形県最上地方とを結ぶ国道47号沿いにあり、東北自動車道古川インターチェンジから約16 km北西に位置する。国道47号はJR陸羽東線とほぼ並走しており、同線池月駅と当駅は県道168号経由で徒歩2分と近接している。
国道47号は国道108号および国道457号が重複し、国道457号は当駅から北西250 mの池月交差点で分岐して栗駒山経由で秋田県の横手盆地方面に至る国道398号と合流し、国道108号は鳴子温泉郷で分岐して鬼首カルデラ経由で横手盆地に至るため、当駅は宮城・秋田・山形の3県をつなぐ道沿いにある。

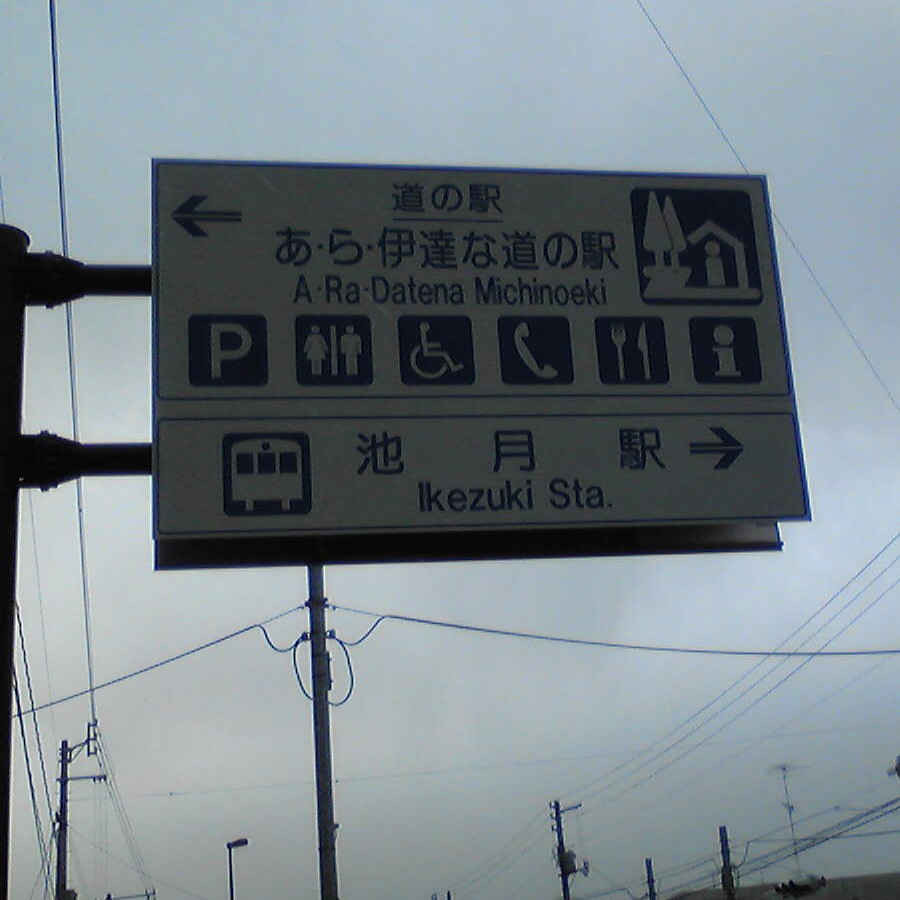
当駅と池月駅を示す案内板
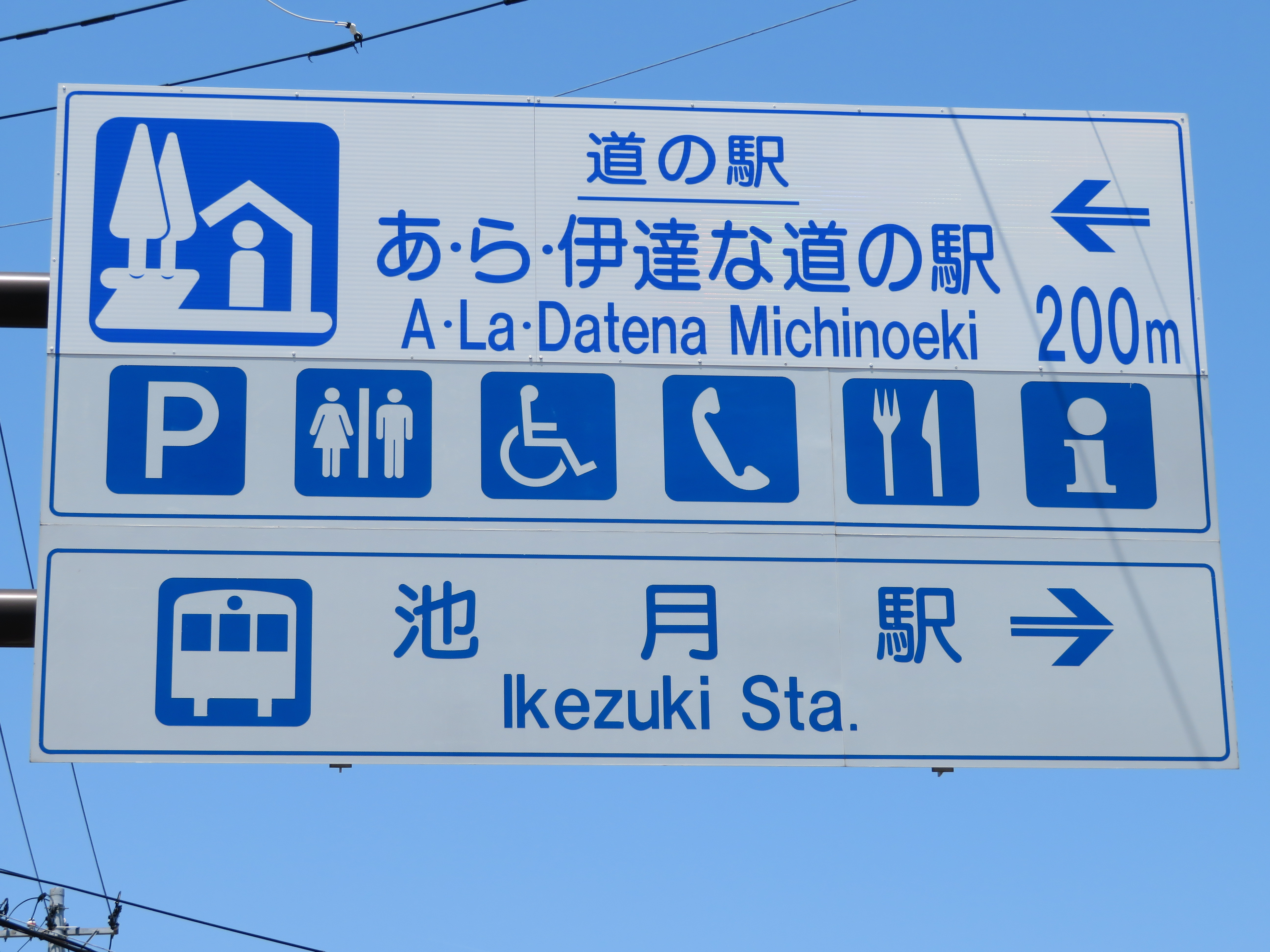
当駅と池月駅を示す案内板（2019年5月）

## 周辺
- 池月駅
- 江合川
- 大崎市役所第一体育館